# Hyperechia floccosa
Hyperechia floccosa là một loài ruồi trong họ Asilidae. Hyperechia floccosa được Bezzi miêu tả năm 1908. Loài này phân bố ở vùng nhiệt đới châu Phi.